# Park Narodowy Shiretoko
Park Narodowy Shiretoko (jap. 知床国立公園 Shiretoko Kokuritsu Kōen) – park narodowy zajmujący większą część półwyspu Shiretoko, który znajduje się na północno-wschodnim krańcu japońskiej wyspy Hokkaido. Powierzchnia parku wynosi 38 633 ha. Został on założony 1 czerwca 1964 roku.

## Opis
Duża część półwyspu dostępna jest tylko pieszo lub łodzią, co czyni ten obszar jednym z najbardziej niedostępnych w Japonii. Park jest znany z największej w kraju populacji niedźwiedzi brunatnych, a także z możliwości oglądania spornej wyspy Kunaszyr (jap.: Kunashiri), której zwrotu (wraz z pozostałą częścią Terytoriów Północnych) domaga się Japonia, a która od zakończenia II wojny światowej jest okupowana przez Rosję.
Na terenie parku znajduje się Pięć Jezior Shiretoko (Shiretoko Goko). Są to niewielkie jeziora – zasilane podziemnymi źródłami – powstałe w odległej przeszłości w wyniku erupcji pobliskiego wulkanu Iō. Wyglądają jak efekt pięciu boskich odcisków palców i oferują piękne widoki na okoliczne góry i dziką przyrodę oraz zapewniają odwiedzającym łatwy sposób na poznanie dziewiczej przyrody.
Z parkingu do pierwszego jeziora prowadzi drewniana, podwyższona promenada o długości 800 m, co pozwala cieszyć się widokami na jezioro, Morze Ochockie i otaczające góry bez niszczenia delikatnego ekosystemu. 
W 2005 r. UNESCO umieściło półwysep na liście światowego dziedzictwa i poradziło, aby chronić jego zasoby razem z Wyspami Kurylskimi należącymi do Rosji jako transgraniczny „Park Pokoju Światowego Dziedzictwa”.

## Galeria

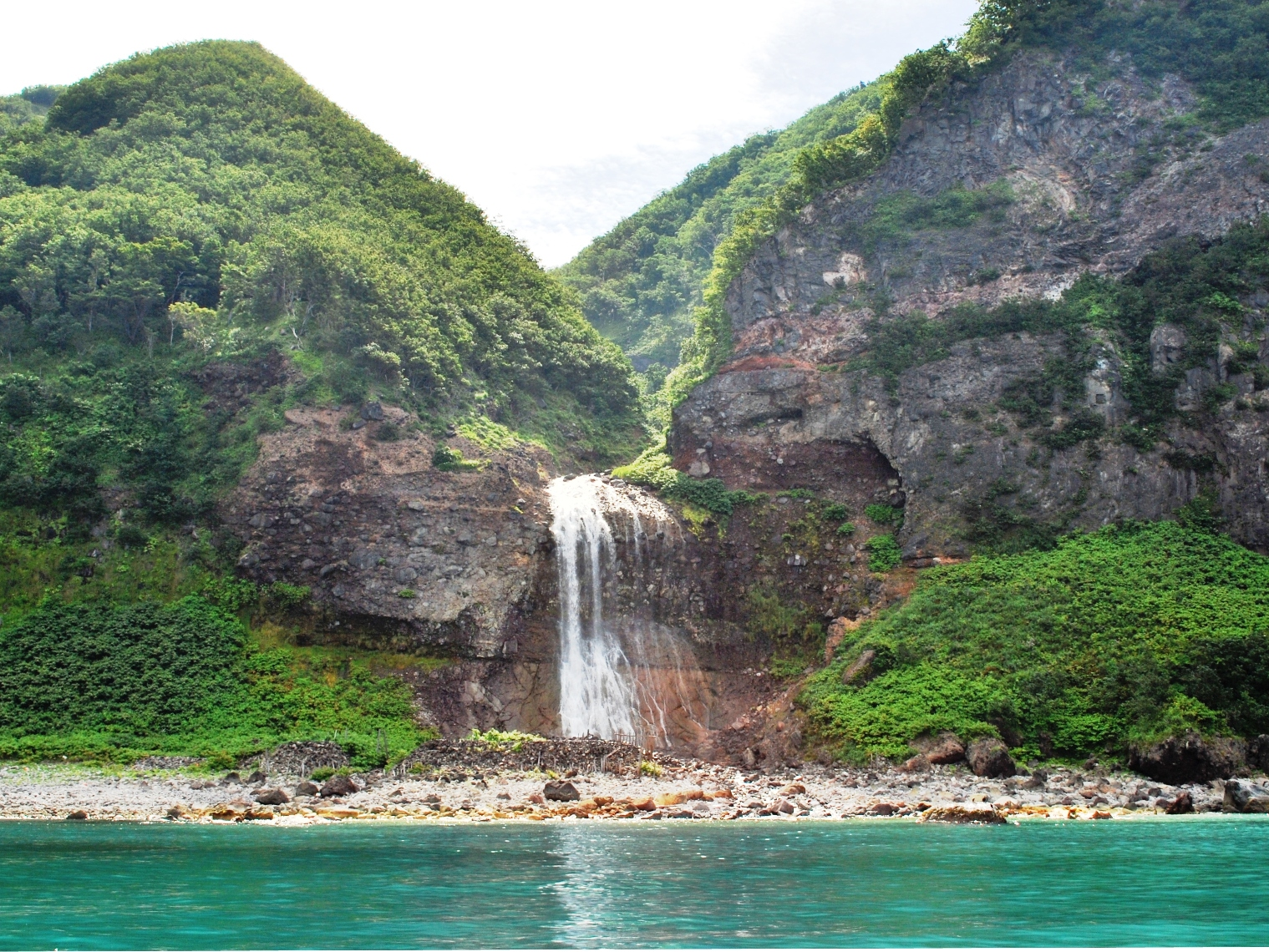
Wodospad Kamuiwakka
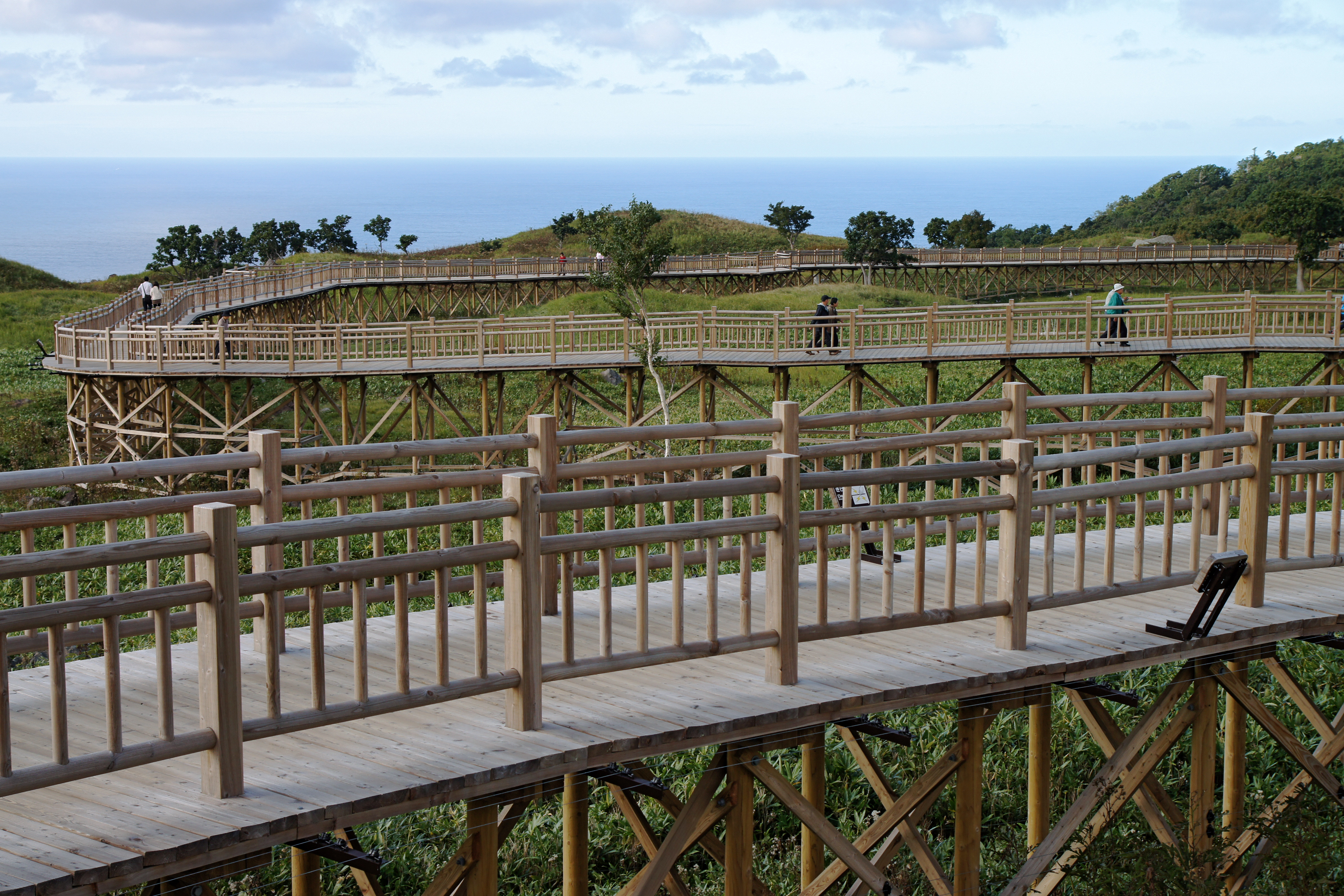
Promenada
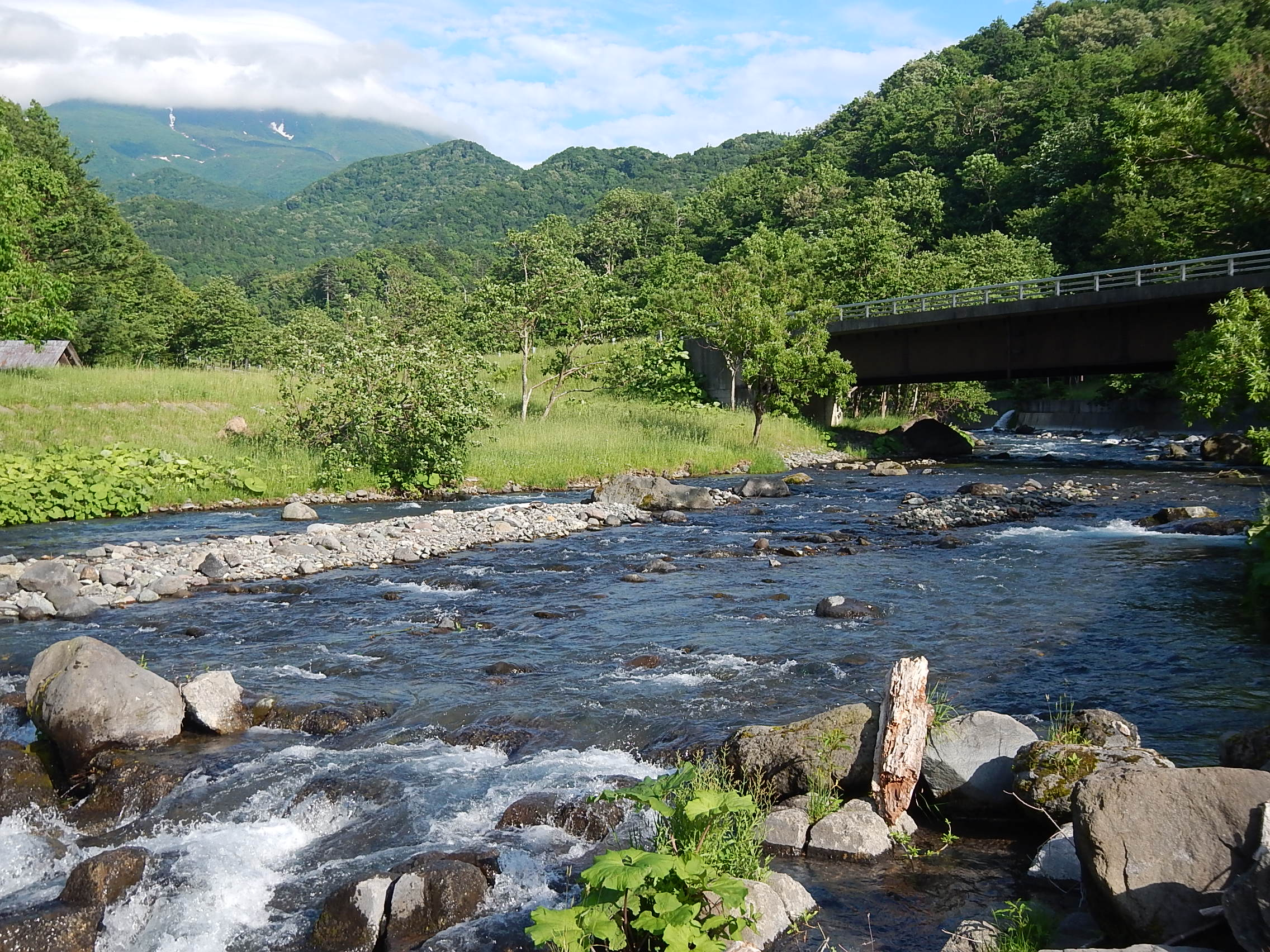
Rzeka Iwaobetsu